# Red Bull Powertrains
Red Bull Powertrains est une entreprise de fabrication de groupes motopropulseurs de Formule 1, appartenant à l'entreprise Red Bull, créée en février 2021 pour reprendre la propriété intellectuelle du motoriste japonais Honda à partir de la saison 2022, à la suite de son retrait à la fin de la saison 2021.
Honda choisit finalement de continuer à assembler les groupes motopropulseurs et de fournir un soutien aux opérations sur piste et en course, avant que Red Bull Powertrains n'assume la responsabilité de leur fonctionnement à partir de la saison 2026, et de la nouvelle réglementation moteur où il sera associé à Ford.

## Historique
Le 15 février 2021, Red Bull Advanced Technologies signe un accord pour l'utilisation des moteurs Honda dès la saison 2022, après que le motoriste japonais a quitté la Formule 1 à la fin de la saison 2021. Les moteurs, renommés Red Bull Powertrains, sont fournis à ses deux équipes en Formule 1, Red Bull Racing et la Scuderia AlphaTauri, dès 2022.
Le 23 avril 2021, Red Bull Racing annonce l'embauche de Ben Hodgkinson en tant que directeur technique de Red Bull Powertrains ; Hodgkinson était chef de l'ingénierie chez Mercedes AMG High Performance Powertrains depuis 2017, et a travaillé à l'usine de Brixworth pendant 20 ans. Le 6 mai 2021, Red Bull annonce l'embauche de cinq autres employés de la partie moteurs, issus de l'écurie allemande Mercedes, plus expérimentés : Steve Blewett (qui sera le directeur de production du groupe motopropulseur Red Bull Powertrains), Omid Mostaghimi (qui sera le directeur de l’électronique des groupes motopropulseurs et de l’ERS), Pip Clode (qui sera le responsable de la conception mécanique ERS), Anton Mayo (qui sera le responsable de la conception des groupes motopropulseurs) et Steve Brodie (qui sera le chef des opérations du moteur à combustion interne).
Le 2 août 2022, Red Bull et Honda annoncent la prolongation jusqu'en 2025 de leur collaboration pour la fabrication et exploitation des unités moteurs. Alors que Red Bull avait prévu de prendre en charge l'entièreté de l'assemblage et la maintenance des moteurs à partir de 2023, il est finalement convenu que Honda poursuivra son support technique jusqu'à la fin de la saison 2025 en tant que fournisseur de moteurs pour Red Bull Racing et Scuderia AlphaTauri, les moteurs des deux équipes portant le nom de Honda RBPT,,.
À compter de 2026 et la mise en œuvre de la nouvelle réglementation moteur en Formule 1, Red Bull et Ford s’associent pour la conception des unités moteur qui équiperont les deux écuries Red Bull Racing et Scuderia AlphaTauri.

## Résultats en championnat du monde de Formule 1
| Saison | Écurie                            | Châssis               | Moteur                                     | Pneus | Pilotes          | Courses | Courses | Courses | Courses | Courses | Courses | Courses | Courses | Courses | Courses | Courses | Courses | Courses | Courses | Courses | Courses | Courses | Courses | Courses | Courses | Courses | Courses | Courses | Courses | Points inscrits | Classement |
| Saison | Écurie                            | Châssis               | Moteur                                     | Pneus | Pilotes          | 1       | 2       | 3       | 4       | 5       | 6       | 7       | 8       | 9       | 10      | 11      | 12      | 13      | 14      | 15      | 16      | 17      | 18      | 19      | 20      | 21      | 22      | 23      | 24      | Points inscrits | Classement |
| ------ | --------------------------------- | --------------------- | ------------------------------------------ | ----- | ---------------- | ------- | ------- | ------- | ------- | ------- | ------- | ------- | ------- | ------- | ------- | ------- | ------- | ------- | ------- | ------- | ------- | ------- | ------- | ------- | ------- | ------- | ------- | ------- | ------- | --------------- | ---------- |
| 2022   | Oracle Red Bull Racing            | Red Bull RB18         | Red Bull Powertrains V6 turbo hybride H001 | P     |                  | BAH     | SAU     | AUS     | EMI     | MIA     | ESP     | MON     | AZE     | CAN     | GBR     | AUT     | FRA     | HON     | BEL     | P-B     | ITA     | SIN     | JAP     | USA     | MEX     | BRE     | ABU     |         |         | 759             | Champion   |
| 2022   | Oracle Red Bull Racing            | Red Bull RB18         | Red Bull Powertrains V6 turbo hybride H001 | P     | Max Verstappen   | 19e*    | 1er     | Abd.    | 1er     | 1er     | 1er     | 3e      | 1er     | 1er     | 7e      | 2e      | 1er     | 1er     | 1er     | 1er     | 1er     | 7e      | 1er     | 1er     | 1er     | 6e      | 1er     |         |         | 759             | Champion   |
| 2022   | Oracle Red Bull Racing            | Red Bull RB18         | Red Bull Powertrains V6 turbo hybride H001 | P     | Sergio Pérez     | 18e*    | 4e      | 2e      | 2e      | 4e      | 2e      | 1er     | 2e      | Abd.    | 2e      | Abd.    | 4e      | 5e      | 2e      | 5e      | 6e      | 1er     | 2e      | 4e      | 3e      | 7e      | 3e      |         |         | 759             | Champion   |
| 2022   | Scuderia AlphaTauri               | AlphaTauri AT03       | Red Bull Powertrains V6 turbo hybride H001 | P     |                  |         |         |         |         |         |         |         |         |         |         |         |         |         |         |         |         |         |         |         |         |         |         |         |         | 759             | Champion   |
| 2022   | Scuderia AlphaTauri               | AlphaTauri AT03       | Red Bull Powertrains V6 turbo hybride H001 | P     | Pierre Gasly     | Abd.    | 8e      | 9e      | 12e     | Abd.    | 13e     | 11e     | 5e      | 14e     | Abd.    | 15e     | 12e     | 12e     | 9e      | 11e     | 8e      | 10e     | 18e     | 14e     | 11e     | 14e     | 14e     |         |         | 35              | 9e         |
| 2022   | Scuderia AlphaTauri               | AlphaTauri AT03       | Red Bull Powertrains V6 turbo hybride H001 | P     | Yuki Tsunoda     | 8e      | Np.     | 15e     | 7e      | 12e     | 10e     | 17e     | 13e     | Abd.    | 14e     | 16e     | Abd.    | 19e     | 13e     | Abd.    | 13e     | Abd.    | 13e     | 10e     | Abd.    | 17e     | 11e     |         |         | 35              | 9e         |
| 2023   | Oracle Red Bull Racing            | Red Bull RB19         | Honda RBPT V6 turbo hybride RBPTH001       | P     |                  | BAH     | SAU     | AUS     | AZE     | MIA     | MON     | ESP     | CAN     | AUT     | GBR     | HON     | BEL     | P-B     | ITA     | SIN     | JPN     | QAT     | USA     | MEX     | BRE     | LVG     | ABU     |         |         | 860             | Champion   |
| 2023   | Oracle Red Bull Racing            | Red Bull RB19         | Honda RBPT V6 turbo hybride RBPTH001       | P     | Max Verstappen   | 1er     | 2e      | 1er     | 2e+6    | 1er     | 1er     | 1er     | 1er     | 1er+8   | 1er     | 1er     | 1er+8   | 1er     | 1er     | 5e      | 1er     | 1er+7   | 1er+8   | 1er     | 1er+8   | 1er     | 1er     |         |         | 860             | Champion   |
| 2023   | Oracle Red Bull Racing            | Red Bull RB19         | Honda RBPT V6 turbo hybride RBPTH001       | P     | Sergio Pérez     | 2e      | 1er     | 5e      | 1er+7   | 2e      | 16e     | 4e      | 6e      | 3e+7    | 6e      | 3e      | 2e      | 4e      | 2e      | 8e      | Abd.    | 10e     | 4e+4    | Abd.    | 4e+6    | 3e      | 4e      |         |         | 860             | Champion   |
| 2023   | Scuderia AlphaTauri               | AlphaTauri AT04       | Honda RBPT V6 turbo hybride RBPTH001       | P     |                  |         |         |         |         |         |         |         |         |         |         |         |         |         |         |         |         |         |         |         |         |         |         |         |         |                 |            |
| 2023   | Scuderia AlphaTauri               | AlphaTauri AT04       | Honda RBPT V6 turbo hybride RBPTH001       | P     | Nyck de Vries    | 14e     | 14e     | 15e     | Abd.    | 18e     | 12e     | 14e     | 18e     | 17e     | 17e     |         |         |         |         |         |         |         |         |         |         |         |         |         |         | 25              | 8e         |
| 2023   | Scuderia AlphaTauri               | AlphaTauri AT04       | Honda RBPT V6 turbo hybride RBPTH001       | P     | Yuki Tsunoda     | 11e     | 11e     | 10e     | 10e     | 11e     | 15e     | 12e     | 14e     | 16e     | 16e     | 15e     | 10e     | 15e     | Np.     | Abd.    | 12e     | 15e     | 8e      | 12e     | 9e      | 18e*    | 8e      |         |         | 25              | 8e         |
| 2023   | Scuderia AlphaTauri               | AlphaTauri AT04       | Honda RBPT V6 turbo hybride RBPTH001       | P     | Daniel Ricciardo |         |         |         |         |         |         |         |         |         |         | 13e     | 16e     | Forf.   | Forf.   | Forf.   | Forf.   | Forf.   | 15e     | 7e      | 13e     | 14e     | 11e     |         |         | 25              | 8e         |
| 2023   | Scuderia AlphaTauri               | AlphaTauri AT04       | Honda RBPT V6 turbo hybride RBPTH001       | P     | Liam Lawson      |         |         |         |         |         |         |         |         |         |         |         |         | 13e     | 11e     | 9e      | 11e     | 17e     |         |         |         |         |         |         |         | 25              | 8e         |
| 2024   | Oracle Red Bull Racing            | Red Bull RB20         | Honda RBPT V6 turbo hybride RBPTH002       | P     |                  | BAH     | SAU     | AUS     | JAP     | CHN     | MIA     | EMI     | MON     | CAN     | ESP     | AUT     | GBR     | HON     | BEL     | P-B     | ITA     | AZE     | SIN     | USA     | MEX     | SAO     | LVE     | QAT     | ABU     | 589             | 3e         |
| 2024   | Oracle Red Bull Racing            | Red Bull RB20         | Honda RBPT V6 turbo hybride RBPTH002       | P     | Max Verstappen   | 1er     | 1er     | Abd.    | 1er     | 1er+8   | 2e+8    | 1er     | 6e      | 1er     | 1er     | 5e+8    | 2e      | 5e      | 4e      | 2e      | 6e      | 5e      | 2e      | 3e+8    | 6e      | 1er+5   | 5e      | 1er+1   | 6e      | 589             | 3e         |
| 2024   | Oracle Red Bull Racing            | Red Bull RB20         | Honda RBPT V6 turbo hybride RBPTH002       | P     | Sergio Pérez     | 2e      | 2e      | 5e      | 2e      | 3e+6    | 4e+6    | 8e      | Abd.    | Abd.    | 8e      | 7e+1    | 17e     | 7e      | 7e      | 6e      | 8e      | Abd.    | 10e     | 7e+0    | 17e     | 11e+1   | 10e     | Abd.+0  | Abd.    | 589             | 3e         |
| 2024   | Visa Cash App RB Formula One Team | Racing Bulls VCARB 01 | Honda RBPT V6 turbo hybride RBPTH002       | P     |                  |         |         |         |         |         |         |         |         |         |         |         |         |         |         |         |         |         |         |         |         |         |         |         |         |                 |            |
| 2024   | Visa Cash App RB Formula One Team | Racing Bulls VCARB 01 | Honda RBPT V6 turbo hybride RBPTH002       | P     | Daniel Ricciardo | 13e     | 16e     | 12e     | Abd.    | Abd.    | 15e     | 13e     | 12e     | 8e      | 15e     | 9e      | 13e     | 12e     | 10e     | 12e     | 13e     | 13e     | 18e     |         |         |         |         |         |         | 46              | 8e         |
| 2024   | Visa Cash App RB Formula One Team | Racing Bulls VCARB 01 | Honda RBPT V6 turbo hybride RBPTH002       | P     | Yuki Tsunoda     | 14e     | 15e     | 7e      | 10e     | Abd.    | 7e      | 10e     | 8e      | 14e     | 19e     | 14e     | 10e     | 9e      | 16e     | 17e     | Abd.    | Abd.    | 12e     | 14e     | Abd.    | 7e      | 9e      | 13e     | 12e     | 46              | 8e         |
| 2024   | Visa Cash App RB Formula One Team | Racing Bulls VCARB 01 | Honda RBPT V6 turbo hybride RBPTH002       | P     | Liam Lawson      |         |         |         |         |         |         |         |         |         |         |         |         |         |         |         |         |         |         | 9e      | 16e     | 9e      | 16e     | 14e     | 17e*    | 46              | 8e         |